# Zuid-Osseetse presidentsverkiezingen 2011
In de beperkt erkende afscheidingsrepubliek Zuid-Ossetië van Georgië vonden op 13 november en 27 november 2011 presidentsverkiezingen plaats. Het was de eerste leiderschapsverkiezing sinds de erkenning van de onafhankelijkheid door enkele landen en de oorlog in 2008, waardoor Rusland het gebied feitelijk geheel controleert. Op 13 november werd ook een referendum gehouden over het wettelijk gelijkstellen van de Russische en Ossetische talen. In de benodigde tweede ronde stond oppositiekandidate Alla Dzjiojeva op winnende koers, toen de verkiezing op last van de rechter na een klacht van tegenstander Anatoli Bibilov ongeldig verklaard werd. Dit culmineerde in een politieke crisis, de benoeming van een Russische interim-president en een herhalingsverkiezing in voorjaar 2012.
Het grootste deel van de internationale gemeenschap, inclusief Georgië, beschouwt de verkiezingen als illegaal en erkent deze niet, in tegenstelling tot Rusland en bondgenoten die de onafhankelijkheid van Zuid-Ossetië en de verkiezingen erkennen.

## Achtergrond
De grondwet van Zuid-Ossetië staat maximaal twee achtereenvolgende termijnen van het presidentschap voor dezelfde persoon toe, waarmee zittend president Edoeard Kokojti in 2011 niet meer herkiesbaar was. Voordat hij in augustus 2011 de kandidatuur van de door het Kremlin gesteunde minister van Noodsituaties Anatoli Bibilov namens Kokojti's Eenheidspartij steunde, probeerde Kokojti de termijnregels te veranderen. Pogingen om de grondwet te wijzigen via een tweederdemeerderheid in het parlement werden door de voorzitter ervan en leider van de Communistische Partij Stanislav Kotsjijev tegengehouden. Al deed Kokojti voorkomen dat hij niet uit was op een derde termijn, hij was niet van zins van het politieke toneel te verdwijnen.

## Kandidaten
Uiteindelijk werden in oktober 2011 zeventien kandidaten geregistreerd door de verkiezingscommissie, waaronder diverse (voormalig) kabinetsleden en parlementsleden, zoals voormalig minister van Onderwijs Alla Dzjiojeva en de  minister van Noodsituaties Anatoli Bibilov. Dertien kandidaten werden geweigerd. Uiteindelijk trokken zes geaccepteerde kandidaten zich in de laatste weken terug, zoals leider van de Communistische Partij Stanislav Kotsjijev die steun betuigde aan Bibilov, waardoor op de verkiezingsdag elf kandidaten op het stembiljet stonden.

## Resultaten
In de eerste ronde op 13 november behaalde Anatoli Bibilov 24,86% van de stemmen, direct gevolgd door de sterk hervormingsgezinde oppositiekandidate en voormalig minister van Onderwijs Alla Dzjiojeva met 24,80%, een verschil van 14 stemmen. Andere kandidaten volgden op grote afstand, onder de 10%. Aangezien geen van de kandidaten het vereiste minimum van 50% van de stemmen behaalde, werd een tweede ronde aangekondigd voor 27 november 2011 tussen Bibilov en Dzjiojeva. In het gelijktijdig gehouden referendum stemde 83,4% van de 23.737 kiezers voor een gelijke wettelijke status van de Russische en Ossetische talen.
In de tweede ronde ging Dzjiojeva in een tussentijdse stand ruim aan de leiding met 56,7% van de stemmen, terwijl Bibilov niet verder kwam dan 40%. De resultaten werden nog tijdens het tellen door Bibilov juridisch betwist waarna de rechtbank de verkiezingscommissie verbood verdere tussenstanden te publiceren tot de zaak van Bibilov gediend had. De daaropvolgende dag werden de resultaten ongeldig verklaard op basis van aantijgingen van kiezersintimidatie en bedreiging door de aanhang van Dzjiojeva. Eerder had uitgaand president Edoeard Kokojti al aangegeven dat een vrouwelijke president uitgesloten was. Er werden nieuwe verkiezingen voor 25 maart 2012 aangekondigd, die door Dzjiojeva onwettig genoemd werden.
De situatie leidde tot straatprotesten, politieke onrust en een bezorgd Kremlin, in wat de "sneeuwrevolutie" is gaan heten. Kokojti stapte 10 december 2011 op als president, na een deal met de oppositie terwijl premier Vadim Brovtsev, een niet-Ossetische Rus die in 2009 gestuurd was om de regering te leiden, interim-president werd. Dzjiojeva belandde in het ziekenhuis waar ze feitelijk onder arrest verbleef, kort nadat ze eind januari 2012 verklaarde zichzelf tot president te benoemen.
| | Anatoli Bibilov            | Eenheidspartij              | 6.066  | 24,86  | 10.462 | 40,88  |  |  |
| | Alla Dzjiojeva             | Onafhankelijk               | 6.052  | 24,80  | 14.828 | 56,74  |  |  |
| | Vadim Tsjovrebov           |                             | 2.418  | 9,91   |        |        |  |  |
| | Alan Kotajev               |                             | 2.358  | 9,66   |        |        |  |  |
| | Dmitri Tasojev             | Sociaaldemocratische Partij | 2.318  | 9,50   |        |        |  |  |
| | Georgi Kabisov             |                             | 1.859  | 7,62   |        |        |  |  |
| | Vladimir Kelechsajev       |                             | 1.623  | 6,65   |        |        |  |  |
| | Sergej Bitijev             |                             | 815    | 3,34   |        |        |  |  |
| | Soslan Tedety              |                             | 275    | 1,13   |        |        |  |  |
| | Alan Plijev                |                             | 255    | 1,04   |        |        |  |  |
| | Dzjemal Dzjigkae           |                             | 231    | 0,95   |        |        |  |  |
| Tegen allen | Tegen allen                |                             | 134    | 0,55   | 299    | 1,17   |  |  |
| Totaal | Totaal                     | Totaal                      | 24.404 | 100,00 | 25.589 | 100,00 |  |  |
| |                            |                             |        |        |        |        |  |  |
| Geldige stemmen | Geldige stemmen            | Geldige stemmen             | 24.404 |        |        |        |  |  |
| Ongeldige / verloren stemmen                                                                                               |                            |                             |        |        |        |        |  |  |
| Totale stemmen |                            |                             |        |        |        |        |  |  |
| Kiesgerechtigden / opkomst                                                                                                 | Kiesgerechtigden / opkomst | Kiesgerechtigden / opkomst  |        | 67,05  |        |        |  |  |
| Bronnen: RES Agency, definitieve uitslag 1e ronde Voorlopige tussenstanden 2e ronde: Caucasian Knot (87%) en CIK RUO (51%) |                            |                             |        |        |        |        |  |  |

## Waarnemers
Het grootste deel van de internationale gemeenschap, inclusief Georgië, bestempelt de verkiezingen in Zuid-Ossetië als illegaal. De internationale organisaties in Europa die verkiezingen waarnemen sturen geen missies, zoals het Bureau voor Democratische Instellingen en Mensenrechten (ODIHR) van de OVSE, de EU, de Parlementaire Vergadering van de Raad van Europa (PACE) en andere organisaties. De autoriteiten in Zuid-Ossetië rekruteren doorgaans in samenwerking met Rusland waarnemers uit sympathiserende kringen voor een vorm van internationale legitimatie. Op zowel 13 als 27 november 2011 waren tientallen van dergelijke waarnemers aanwezig uit met name Rusland, maar ook uit Abchazië, Transnistrië, Nagorno-Karabach, Israël, Polen, Servië, Oekraïne, Verenigd Koninkrijk en Frankrijk, deels via een CIS-EMO verkiezingsmissie, maar ook vanuit de Russische kiesraad.

## Reacties
- Georgië - Parlementsvoorzitter Bakradze maakte een karikatuur van de verkiezing die volgens hem onder omstandigheden van totale fraude plaatsvonden. Hij stelde dat "zelfs onder zulke (frauduleuze) omstandigheden de door Rusland geplaatste kandidaat (Bibilov) ernstige problemen heeft". Volgens hem een teken dat "de belangen van Rusland en de bevolking die nu in die regio woont, diametraal verschillend zijn".[29]
- RUS - Het Russische ministerie van buitenlandse zaken liet op 30 november 2011 weten "bezorgd te zijn over de spanningen in Tschinvali, maar had geen intentie zich te mengen in de interne aangelegenheden". Russische media rapporteerden echter dat het Kremlin een hoge afgevaardigde naar Zuid-Ossetië stuurde om het conflict op te lossen.[30]
- Europese Unie - De EU hoge vertegenwoordiger voor buitenlands beleid Catherine Ashton stelde in een verklaring op 14 november 2011 dat de EU "het constitutionele en juridische kader niet erkent" waarbinnen verkiezingen in het afgescheiden Zuid-Ossetië werden gehouden. De Europese Unie bevestigde de territoriale integriteit van Georgië te steunen alsmede de inzet voor een vreedzame oplossing van het conflict in Georgië.[31]
- NAVO - Secretaris-generaal Anders Fogh Rasmussen van de NAVO zei in een verklaring de verkiezingen niet te erkennen, en voegde daaraan toe dat "het houden van dergelijke verkiezingen niet bijdraagt tot een vreedzame en duurzame oplossing van de situatie in Georgië. Het Bondgenootschap herhaalt zijn volledige steun voor de soevereiniteit en territoriale integriteit van Georgië binnen zijn internationaal erkende grenzen".[32]
- Verenigde Staten - Het Amerikaanse Department of State stelde in een verklaring de verkiezingen niet te erkennen, sprak steun uit voor de Georgische territoriale integriteit en drong er bij Rusland op aan zijn verplichtingen ten aanzien van het staakt-het-vuren-akkoord van 2008 na te komen, "inclusief de terugtrekking van troepen naar pre-conflictposities en vrije toegang voor humanitaire hulp aan Abchazië en Zuid-Ossetië".[33]
- Azerbeidzjan - Het Azerbeidzjaanse ministerie van buitenlandse zaken reciproceerde de Georgische opstelling richting verkiezingen in Nagorno-Karabach in 2011 door de verkiezingen in Zuid-Ossetië niet te erkennen en herhaalde de "krachtige steun voor de soevereiniteit en territoriale integriteit van Georgië".[34]